# Dwergtonijn
De Dwergtonijn (Euthynnus alletteratus) is een straalvinnige vis uit de familie van makrelen (Scombridae) en behoort derhalve tot de orde van baarsachtigen (Perciformes). De vis kan een lengte bereiken van 122 cm. De hoogst geregistreerde leeftijd is 10 jaar.

## Leefomgeving
De Dwergtonijn komt in zeewater en brak water voor. De vis prefereert een tropisch klimaat en leeft hoofdzakelijk in de Atlantische Oceaan. Bovendien komt Euthynnus alletteratus voor in de Middellandse Zee. De diepteverspreiding is 1 tot 150 m onder het wateroppervlak.

## Relatie tot de mens
De Dwergtonijn is voor de visserij van aanzienlijk commercieel belang. In de hengelsport wordt er weinig op de vis gejaagd.
Voor de mens is deze tonijn potentieel gevaarlijk, omdat er vermeldingen van ciguatera-vergiftiging zijn geweest.